# Pacífico de San Severino
Pacífico de San Severino (1 de março de 1653 - 24 de setembro de 1721), nascido Carlo Antonio Divini, era um padre católico romano italiano conhecido por ser um fazedor de milagres.
Foi beatificado em 4 de agosto de 1786 e canonizado como santo em 1839.

## Vida
Pacífico de San Severino nasceu em San Severino como filho de Antonio Maria Divini e Mariangela Bruni. Seus pais morreram logo após sua confirmação, quando ele tinha três anos. Ele sofreu privações até dezembro de 1670, quando tomou o hábito franciscano na Ordem dos Reformati em Forano em Marca de Ancona.
Pacífico foi ordenado ao sacerdócio em 4 de junho de 1678 e serviu como professor de filosofia de 1680 a 1683 para os membros mais novos da ordem. Depois disso, ele trabalhou por quatro ou cinco anos como missionário nas áreas circunvizinhas até que sofreu de claudicação e surdez, além de cegueira, e não pôde continuar dando missões. Ele então cultivou a vida contemplativa. Sujeito durante toda a sua vida a intensas dores corporais, “buscou conforto e alívio somente em Deus, e foi por ele favorecido com maravilhosas graças sobrenaturais e com o dom de fazer milagres”.  Ele disse ter "suportado seus males com paciência angelical, operado vários milagres e foi favorecido por Deus com êxtases". 
Embora tenha sofrido constantemente de 1692 a 1693, ocupou o posto de Guardião no convento de Santa Maria delle Grazie em San Severino, onde morreu mais tarde em 24 de setembro de 1721.

## Santidade
O processo de canonização começou em 1740 com o Papa Bento XIV, em um movimento que lhe concedeu o título de Servo de Deus como primeira etapa. O Papa Pio VI o beatificou em 4 de agosto de 1786; O Papa Gregório XVI o canonizou em 26 de maio de 1839. Sua festa é celebrada em 24 de setembro. Pacífico é considerado o santo padroeiro das pessoas com dores crônicas.
Os locais nomeados em homenagem a Pacífico são relativamente poucos; uma igreja na América do Norte, uma capela em Humphrey, Nova York, leva seu nome.